# Liechtensteiner-Cup 1956-1957
La Liechtensteiner-Cup 1956-1957 è stata la 12ª edizione della coppa nazionale del Liechtenstein conclusa con la vittoria finale del Vaduz, al suo sesto titolo.
Della competizione è noto solo il risultato della finale.

## Finale
| Vaduz | Vaduz | 4 – 0 | FC Schaan |  |